# Reed, Hertfordshire
Reed är en ort och civil parishi Storbritannien.   Den ligger i grevskapet Hertfordshire och riksdelen England, i den sydöstra delen av landet, 60 km norr om huvudstaden London. Reed ligger 156 meter över havet och antalet invånare är 2 328.
Terrängen runt Reed är huvudsakligen platt. Reed ligger uppe på en höjd. Runt Reed är det tätbefolkat, med 286 invånare per kvadratkilometer. Närmaste större samhälle är Stevenage, 17,2 km sydväst om Reed. Trakten runt Reed består till största delen av jordbruksmark.